# Governo di minoranza
Un governo di minoranza, in un sistema parlamentare, è un gabinetto di governo che non gode del sostegno della maggioranza del parlamento. Poiché in alcune nazioni sono usuali governi senza maggioranza, i cui componenti provengono dal partito che ha però conseguito alle elezioni più scranni di tutti gli altri, vengono talvolta chiamati governi monocolore o governi di maggioranza relativa.

## Tipologia
Per essere varati, ove l'entrata in carica di un esecutivo è legata alla fiducia della maggioranza assoluta, i partiti di opposizione si astengono o escono dall'aula durante la mozione. Altri paesi, che non prevedono il passaggio parlamentare per la nomina del primo ministro, rendono ancora più semplice la possibilità di formare questo tipo di governi: è il caso, ad esempio, della Francia, dove il Primo Ministro è nominato dal Presidente della Repubblica, ma può essere costretto alle dimissioni in caso di approvazione di una mozione di sfiducia nei suoi confronti. Lo scorso Primo Ministro francese, Élisabeth Borne, era dal 2022 alla guida di un governo di minoranza (poi sostituita nel 2024 con Gabriel Attal). La sua coalizione, Ensemble, non ha infatti ottenuto la maggioranza assoluta dei seggi all'Assemblea Nazionale. Tuttavia, durante il voto sulla mozione di sfiducia presentata da NUPES contro Borne, gli altri partiti dell'opposizione si sono astenuti, facendo sì che la mozione fosse respinta e garantendole la maggioranza relativa. Per proseguire l'azione del governo, comunque, servono spesso accordi tra il partito interno all'esecutivo e le opposizioni, che non devono essere ostruzioniste. Proprio per questo tali forme di governo si possono presentare assai fragili e non durare quindi un'intera legislatura. Il termine governo di minoranza è inoltre talvolta usato anche per riferirsi ad un governo composto esclusivamente da una forza politica che non ha ottenuto la maggioranza assoluta dei seggi, ma che riesce ugualmente a conseguire la maggioranza assoluta durante i voti di fiducia grazie all'appoggio esterno di altre forze politiche non incluse nella compagine di governo.

## Geografia dei governi di minoranza
Se è già stato citato l'esempio della Francia, dove l'architettura istituzionale può prevedere un governo del genere anche senza il passaggio parlamentare, in altri paesi il presidente del consiglio è eletto a maggioranza relativa ove spesso son proposti più di due candidati: sono gli esempi della Svezia e della Spagna. Nella penisola scandinava, e nella vicina Danimarca in particolare, questi casi si sono verificati recentemente, con il Governo Frederiksen e il precedente Governo Løkke Rasmussen II.
In Svezia vige inoltre il particolare sistema del parlamentarismo negativo.
In Italia la Costituzione prevede che per essere pienamente esecutivo un governo debba avere la fiducia della maggioranza relativa di entrambe le Camere, ma non è richiesta la maggioranza assoluta dei componenti. Pertanto, almeno in teoria, è possibile la formazione di governi di minoranza, in presenza di un patto tra le forze politiche di maggioranza relativa e almeno una parte delle forze di opposizione, come verificatosi nel caso del governo Leone I, del governo Andreotti III o del governo Dini. Tale eventualità, in concreto, si è però verificata raramente, per le forti divergenze tra maggioranze e opposizioni. Nel 2013, a seguito del risultato delle elezioni politiche, è stata paventata nuovamente la formazione di un governo di minoranza dal segretario del Partito Democratico Pier Luigi Bersani, che aveva appena ottenuto un mandato esplorativo da Giorgio Napolitano. Fortemente criticata dalle altre liste, questa ipotesi fu scartata e si venne a formare un governo di grande coalizione guidato da Enrico Letta tra Popolo della Libertà, Partito Democratico, Scelta Civica e Unione di Centro, che detenevano assieme più dei due terzi degli scranni sia alla Camera dei deputati che al Senato della Repubblica.
Il 19 gennaio 2021 il Governo Conte II diventa, per pochi giorni fino alle dimissioni del Presidente del Consiglio, un governo di minoranza, dato che in Senato non ha ottenuto la maggioranza assoluta.